# Kutin
Kutin je, společně s kutanem, jedním ze dvou voskovitých polymerů tvořících kutikulu rostlin; jedná se o nerozpustnou látku odpuzující vodu. Kutin je součástí kutikulárních vosků, které spoluutvářejí strukturu kutikuly.
Oproti kutanu bývá kutin ve fosilních pozůstatcích zachován hůře.
Ve své struktuře obsahuje kutin omega-hydroxykyseliny a jejich deriváty, propojené esterovými vazbami za vzniku polyesterových řetězců neurčité velikosti.
Existují dva hlavní druhy monomerů kutinu, 16uhlíkaté a 18uhlíkaté. K 16uhlíkatým patří hlavně kyselina 16-hydroxypalmitová, 9,16- a 10,16-dihydroxypalmitová. Z 18uhlíkatých jsou nejrozšířenější kyselina 18-hydroxyolejová a 9,10-epoxy-18-hydroxystearová.